# 생물발광
생물 발광(生物發光, 영어: bioluminescence)  은 생물이 화학적 작용을 거쳐 빛을 내는 현상을 말한다. 루시페린이 루시페레이스를 통해 산화되면서 빛을 낸다. 발광 효율이 90%에 달하기 때문에 인공광과는 다르게 열이 발생하지 않는다. 따라서 생물 발광의 빛을 냉광(冷光, cold light)이라고도 부른다.

## 발광 생물
스스로 빛을 낼 수 있는 기관을 가지고 있는 생물을 발광 생물이라고 한다. 반딧불이가 대표적인 예이다.

## 같이 보기
- 루시페린